# Liste der Kapellen im Paznaun
Die Liste der Kapellen im Paznaun enthält die wichtigsten Kapellen und Kirchen der Gemeinden Galtür, Ischgl, Kappl, See und Tobadill im Paznaun im Bezirk Landeck in Tirol, unabhängig davon, ob sie unter Denkmalschutz stehen oder nicht.
Das Paznaun weist über 60 Kapellen auf, die aufgrund der großen Entfernungen von den einzelnen Weilern zu den Pfarrkirchen errichtet wurden.
Manche Kapellen werden als Wallfahrtskapellen verehrt, z. B. die Kapelle Sieben Schmerzen Mariä in Unterpardatsch, die Galluskapelle in Oberpardatsch und die Kapelle in Vordergiggl, obwohl dies von der katholischen Kirche nicht bestätigt wurde.
| Foto |                 | Baujahr   | Name                                                                                          | Standort                           | Beschreibung | Metadaten                                          |
| --- | --------------- | --------- | --------------------------------------------------------------------------------------------- | ---------------------------------- | --- | -------------------------------------------------- |
| ja | Datei hochladen | 2002      | Antoniuskapelle in Wirl TKK: 33697                                                            | Galtür-Wirl (1628 m) Standort      | | P84(Architekt): P131(Ort):Galtür Region-ISO:AT-7   |
| ja | Datei hochladen |           | Pfarr- und Wallfahrtskirche Mariä Geburt in Platz HERIS-ID: 75733 Objekt-ID: 89237 TKK: 22469 | Galtür-Platz (1580 m) Standort     | Nordturm 14. Jhdt., Langhaus (1622–1624), barockisiert mit Rokoko-Ausstattung (1777–1779) | P84(Architekt): P131(Ort):Galtür Region-ISO:AT-7   |
| ja | Datei hochladen | 1968      | Obere Totenkapelle (Kreuzkapelle) HERIS-ID: 75734 Objekt-ID: 89238 TKK: 83705                 | Galtür-Platz (1580 m) Standort     | Toten- und Aufbahrungskapelle im Obergeschoß der Westapside der Pfarrkirche. Sie wurde 1777 errichtet, jedoch 1967/1968 abgetragen und nach Plänen von Clemens Holzmeister wiederaufgebaut. | P84(Architekt): P131(Ort):Galtür Region-ISO:AT-7   |
| ja | Datei hochladen | 1968      | Untere Totenkapelle HERIS-ID: 75734 Objekt-ID: 89238 TKK: 83705                               | Galtür-Platz (1580 m) Standort     | Nur von außen zugängliche, fensterlose Toten- und Aufbahrungskapelle im Untergeschoß der Westapside der Pfarrkirche. | P84(Architekt): P131(Ort):Galtür Region-ISO:AT-7   |
| ja | Datei hochladen |           | Martinskapelle Tschafein HERIS-ID: 58930 Objekt-ID: 69825 TKK: 22470                          | Galtür-Tschafein (1535 m) Standort | → Hauptartikel : Martinskapelle (Tschafein) f1 | P84(Architekt): P131(Ort):Galtür Region-ISO:AT-7   |
| ja | Datei hochladen |           | Waldkapelle (Mariahilf-Kapelle) oberhalb von Tschafein TKK: 22472                             | Waldkapelle am Bildboden Standort  | Anmerkung: | P84(Architekt): P131(Ort):Galtür Region-ISO:AT-7   |
| ja | Datei hochladen |           | Lourdes-Kapelle Valzur HERIS-ID: 75487 Objekt-ID: 88978 TKK: 22581                            | Ischgl-Mathon (1505 m) Standort    | | P84(Architekt): P131(Ort):Ischgl Region-ISO:AT-7   |
| ja | Datei hochladen | 1818      | Dreikönigskapelle Schad HERIS-ID: 55698 Objekt-ID: 64485 TKK: 22579                           | Ischgl-Mathon (1453 m) Standort    | Madonnenstatue von Michael Lechleitner | P84(Architekt): P131(Ort):Ischgl Region-ISO:AT-7   |
| ja | Datei hochladen | 1674      | Expositurkirche hl. Sebastian HERIS-ID: 55697 Objekt-ID: 64484 TKK: 22603                     | Ischgl-Mathon (1454 m) Standort    | Barockkirche | P84(Architekt): P131(Ort):Ischgl Region-ISO:AT-7   |
| ja | Datei hochladen | 1675/1765 | Kapelle hl. Blasius zu den 14 Nothelfern HERIS-ID: 55609 Objekt-ID: 64335 TKK: 22574          | Ischgl-Paznaun (1366 m) Standort   | → Hauptartikel : Kapelle hl. Blasius zu den 14 Nothelfern in Paznaun f1 | P84(Architekt): P131(Ort):Ischgl Region-ISO:AT-7   |
| ja | Datei hochladen | 1643/1708 | Kapelle Maria Schnee Pasnatsch HERIS-ID: 55608 Objekt-ID: 64334 TKK: 22573                    | Ischgl-Pasnatsch (1356 m) Standort | | P84(Architekt): P131(Ort):Ischgl Region-ISO:AT-7   |
| ja | Datei hochladen |           | Pfarrkirche hl. Nikolaus Ischgl HERIS-ID: 55604 Objekt-ID: 64328 TKK: 22599                   | Ischgl (1371 m) Standort           | Barockkirche (1755–1757) mit Rokokoausstattung, Altarbilder und Deckengemälde von Anton Kirchebner (1702–1779) | P84(Architekt): P131(Ort):Ischgl Region-ISO:AT-7   |
| ja | Datei hochladen | 1773      | Totenkapelle zum Hl. Luzius in Ischgl HERIS-ID: 55606 Objekt-ID: 64331 TKK: 22600             | Ischgl (1371 m) Standort           | Altargemälde und Deckenbild von Christian Müller aus Imst | P84(Architekt): P131(Ort):Ischgl Region-ISO:AT-7   |
| ja | Datei hochladen | 1610      | Annakapelle Bodenalpe/Fimbatal HERIS-ID: 39691 Objekt-ID: 39464 TKK: 22543                    | Ischgl (1837 m) Standort           | urkundlich älteste Kapelle im Tal | P84(Architekt): P131(Ort):Ischgl Region-ISO:AT-7   |
| ja | Datei hochladen | 1736/1793 | Galluskapelle Oberpardatsch HERIS-ID: 75469 Objekt-ID: 88960 TKK: 22575                       | Ischgl (1658 m) Standort           | Altarbild von Anton Schueller | P84(Architekt): P131(Ort):Ischgl Region-ISO:AT-7   |
| ja | Datei hochladen | 1676      | Kapelle Sieben Schmerzen Mariens Unterpardatsch HERIS-ID: 55610 Objekt-ID: 64337 TKK: 22572   | Ischgl (1600 m) Standort           | Altarbild von Josef Schöpf aus Telfs | P84(Architekt): P131(Ort):Ischgl Region-ISO:AT-7   |
| ja | Datei hochladen | 1630/1673 | Antoniuskapelle Versahl HERIS-ID: 55611 Objekt-ID: 64338 TKK: 22569                           | Ischgl-Versahl (1354 m) Standort   | Pietà des Bildhauers Johann Ladner | P84(Architekt): P131(Ort):Ischgl Region-ISO:AT-7   |
| BW | Datei hochladen | 1995      | Marthakapelle Innerversahl                                                                    | Ischgl Standort                    | Architekt: Ladner (Zams), Altarskulpturen von Josef Jehle (Kappl), Fenster von Paul Zangerl, Bernhard Walser und Andreas Salner | P84(Architekt): P131(Ort):Ischgl Region-ISO:AT-7   |
| ja | Datei hochladen |           | Dreikönigskapelle Platt HERIS-ID: 75486 Objekt-ID: 88977 TKK: 22545                           | Ischgl-Platt (1327 m) Standort     | | P84(Architekt): P131(Ort):Ischgl Region-ISO:AT-7   |
| ja | Datei hochladen | 1676/1793 | Maria-Hilf-Kapelle Ebene HERIS-ID: 39692 Objekt-ID: 39465 TKK: 22544                          | Ischgl-Ebene (1282 m) Standort     | | P84(Architekt): P131(Ort):Ischgl Region-ISO:AT-7   |
| ja | Datei hochladen |           | Flurkapelle auf der Schanz HERIS-ID: 75117 Objekt-ID: 88591 TKK: 22748                        | Kappl-Ulmich (1260 m) Standort     | | P84(Architekt): P131(Ort):Kappl Region-ISO:AT-7    |
| ja | Datei hochladen | 1743      | Martinskapelle Ulmich HERIS-ID: 75118 Objekt-ID: 88592 TKK: 22740                             | Kappl-Ulmich (1278 m) Standort     | | P84(Architekt): P131(Ort):Kappl Region-ISO:AT-7    |
| ja | Datei hochladen | 1817      | Wegkapelle Hl. Kreuz (Ruhesteinkapelle) HERIS-ID: 75137 Objekt-ID: 88612 TKK: 22734           | Kappl (1468 m) Standort            | | P84(Architekt): P131(Ort):Kappl Region-ISO:AT-7    |
| ja | Datei hochladen |           | Flurkapelle in Obermahren HERIS-ID: 39716 Objekt-ID: 39497 TKK: 22738                         | Kappl-Obermahren (1328 m) Standort | | P84(Architekt): P131(Ort):Kappl Region-ISO:AT-7    |
| ja | Datei hochladen |           | Kapelle in Sinsen HERIS-ID: 75131 Objekt-ID: 88606 TKK: 22737                                 | Kappl (1276 m) Standort            | | P84(Architekt): P131(Ort):Kappl Region-ISO:AT-7    |
| ja | Datei hochladen |           | Kapelle in Wiese HERIS-ID: 75135 Objekt-ID: 88610 TKK: 22736                                  | Kappl (1230 m) Standort            | | P84(Architekt): P131(Ort):Kappl Region-ISO:AT-7    |
| BW | Datei hochladen |           | Sinsenkapelle TKK: 22737                                                                      | Kappl-Sinsen Standort              | | P84(Architekt): P131(Ort):Kappl Region-ISO:AT-7    |
| ja | Datei hochladen |           | Wegkapelle in Bild HERIS-ID: 75294 Objekt-ID: 88773 TKK: 22731                                | Kappl (1258 m) Standort            | | P84(Architekt): P131(Ort):Kappl Region-ISO:AT-7    |
| ja | Datei hochladen |           | Pfarrkirche hl. Antonis der Einsiedler HERIS-ID: 55626 Objekt-ID: 64356 TKK: 22705            | Kappl (1247 m) Standort            | Barocke Kirche (1726–1727) mit spätgotischem Turm, Vorgängerkapelle aus dem 14. Jhdt. namensgebend für die Gemeinde Kappl, Gewölbebilder von Philipp Jakob Greil (1774), Altarbild von Franz Laukas (1726) | P84(Architekt): P131(Ort):Kappl Region-ISO:AT-7    |
| ja | Datei hochladen | 1760      | Kerkerkapelle Kappl HERIS-ID: 75293 Objekt-ID: 88772 TKK: 22818                               | Kappl Standort                     | Holzfiguren von Johann Ladner | P84(Architekt): P131(Ort):Kappl Region-ISO:AT-7    |
| ja | Datei hochladen |           | Totenkapelle (Friedhofskapelle Kappl) HERIS-ID: 75296 Objekt-ID: 88775 TKK: 22817             | Kappl Standort                     | | P84(Architekt): P131(Ort):Kappl Region-ISO:AT-7    |
| ja | Datei hochladen |           | Kapelle Dias HERIS-ID: 75138 Objekt-ID: 88613 TKK: 22716                                      | Kappl Dias-Alpe (1864 m) Standort  | → Hauptartikel : Alpe Dias f1 | P84(Architekt): P131(Ort):Kappl Region-ISO:AT-7    |
| ja | Datei hochladen | 1805      | Rotwegkapelle Visnitz TKK: 22750                                                              | Kappl (1338 m) Standort            | → Hauptartikel : Rotwegkapelle f1 | P84(Architekt): P131(Ort):Kappl Region-ISO:AT-7    |
| [[Vorlage:Bilderwunsch/code!/C:47.06938,10.37936!/D:Kapelle Hl. Dreifaltigkeit in Oberhaus Kappl ( 1484 m )!/\|BW]]              | Datei hochladen | 1727      | Kapelle Hl. Dreifaltigkeit in Oberhaus TKK: 22709                                             | Kappl (1484 m) Standort            | | P84(Architekt): P131(Ort):Kappl Region-ISO:AT-7    |
| BW | Datei hochladen | 1975      | Mariahilfkapelle Niederhof TKK: 22707                                                         | Kappl-Niederhof Standort           | | P84(Architekt): P131(Ort):Kappl Region-ISO:AT-7    |
| ja | Datei hochladen |           | Flurkapelle Obermühl HERIS-ID: 75158 Objekt-ID: 88633 TKK: 22708                              | Kappl (1320 m) Standort            | | P84(Architekt): P131(Ort):Kappl Region-ISO:AT-7    |
| [[Vorlage:Bilderwunsch/code!/C:47.07282,10.37528!/D:Flurkapelle Hochebene Kappl ( 1654 m )!/\|BW]]                               | Datei hochladen |           | Flurkapelle Hochebene HERIS-ID: 75140 Objekt-ID: 88615 TKK: 22710                             | Kappl (1654 m) Standort            | | P84(Architekt): P131(Ort):Kappl Region-ISO:AT-7    |
| ja | Datei hochladen |           | Maria-Hilf-Kapelle Unterbichl HERIS-ID: 42729 Objekt-ID: 43320 TKK: 22717                     | Kappl (1385 m) Standort            | | P84(Architekt): P131(Ort):Kappl Region-ISO:AT-7    |
| ja | Datei hochladen |           | Kapelle in Dengenvolk TKK: 22721                                                              | Kappl Standort                     | Die ursprünglich gemauerte, zweijochige Kapelle stammte aus dem 18. Jahrhundert. Sie hatte eine leicht eingezogene, halbrunde Apsis, am schindelgedeckten Satteldach einen offenen Dachreiter, an der Eingangsfassade eine Rundbogentür, an den Langhausseiten je zwei, in der Apsis je ein rundbogig geschlossenes Fenster. Der Betraum hatte eine Stichkappentonne. Das Objekt wurde vor 1990 abgetragen. | P84(Architekt): P131(Ort):Kappl Region-ISO:AT-7    |
| BW | Datei hochladen | 1967      | Hofkapelle Brandau TKK: 22752                                                                 | Kappl-Brandau Standort             | | P84(Architekt): P131(Ort):Kappl Region-ISO:AT-7    |
| ja | Datei hochladen |           | Kapelle Hl. Dreifaltigkeit in Perpat HERIS-ID: 75165 Objekt-ID: 88640 TKK: 22722              | Kappl-Perpat (1374 m) Standort     | | P84(Architekt): P131(Ort):Kappl Region-ISO:AT-7    |
| [[Vorlage:Bilderwunsch/code!/C:47.08098,10.42886!/D:Wegkapelle Stockach Kappl ( 1500 m )!/\|BW]]                                 | Datei hochladen |           | Wegkapelle Stockach HERIS-ID: 75171 Objekt-ID: 88646 TKK: 36462                               | Kappl (1500 m) Standort            | | P84(Architekt): P131(Ort):Kappl Region-ISO:AT-7    |
| [[Vorlage:Bilderwunsch/code!/C:47.05574,10.357038!/D:Kapelle Hl. Kreuz Kappl ( 1343 m )!/\|BW]]                                  | Datei hochladen | 1962      | Kapelle Hl. Kreuz TKK: 22732                                                                  | Kappl (1343 m) Standort            | Anmerkung: | P84(Architekt): P131(Ort):Kappl Region-ISO:AT-7    |
| BW | Datei hochladen |           | Wegkapelle Rufenatsch HERIS-ID: 75212 Objekt-ID: 88690 TKK: 22767                             | Kappl Standort                     | | P84(Architekt): P131(Ort):Kappl Region-ISO:AT-7    |
| ja | Datei hochladen |           | Kapelle Hl. Familie in Holdernach HERIS-ID: 39717 Objekt-ID: 39498 TKK: 22754                 | Kappl-Holdernach (1183 m) Standort | | P84(Architekt): P131(Ort):Kappl Region-ISO:AT-7    |
| ja | Datei hochladen |           | Wegkapelle Holdernacher Au HERIS-ID: 75210 Objekt-ID: 88688 TKK: 22753                        | Kappl-Holdernach (1114 m) Standort | | P84(Architekt): P131(Ort):Kappl Region-ISO:AT-7    |
| ja | Datei hochladen | 1937      | Heilig-Kreuz-Kapelle am Angerhof TKK: 22756                                                   | Kappl (1222 m) Standort            | | P84(Architekt): P131(Ort):Kappl Region-ISO:AT-7    |
| ja | Datei hochladen |           | Pfarrkirche hl. Hieronymus HERIS-ID: 55625 Objekt-ID: 64355 TKK: 22706                        | Kappl-Langesthei (1476 m) Standort | Kirche Langesthei – Barockkirche mit Gewölbeausmalungen und Bildmedaillons von Leopold Puellacher (1776–1842) | P84(Architekt): P131(Ort):Kappl Region-ISO:AT-7    |
| [[Vorlage:Bilderwunsch/code!/C:47.084215,10.453815!/D:Kapelle Schrofen Kappl-Langesthei ( 1499 m )!/\|BW]]                       | Datei hochladen |           | Kapelle Schrofen TKK: 22730                                                                   | Kappl-Langesthei (1499 m) Standort | Anmerkung: | P84(Architekt): P131(Ort):Kappl Region-ISO:AT-7    |
| BW | Datei hochladen | 1974      | Kapelle Seßlebene TKK: 22757                                                                  | Kappl-Langesthei Standort          | Anmerkung: | P84(Architekt): P131(Ort):Kappl Region-ISO:AT-7    |
| [[Vorlage:Bilderwunsch/code!/C:47.10478,10.48136!/D:Kapelle Rauth Kappl-Rauth ( 1252 m )!/\|BW]]                                 | Datei hochladen |           | Kapelle Rauth TKK: 22598                                                                      | Kappl-Rauth (1252 m) Standort      | | P84(Architekt): P131(Ort):Kappl Region-ISO:AT-7    |
| BW | Datei hochladen |           | Kapelle Glitt TKK: 22759                                                                      | Kappl-See Standort                 | | P84(Architekt): P131(Ort):Kappl Region-ISO:AT-7    |
| ja | Datei hochladen | 1961      | Marienkapelle Trautmannskinden TKK: 23400                                                     | See (1168 m) Standort              | | P84(Architekt): P131(Ort):See Region-ISO:AT-7      |
| ja | Datei hochladen | 1882      | Kapelle Habigen HERIS-ID: 78389 Objekt-ID: 92050 TKK: 23396                                   | See(1143 m) Standort               | gestiftet vom Maler Mathias Schmid, geweiht der Jungfrau Maria und dem heiligen Johannes von Nepomuk | P84(Architekt): P131(Ort):See Region-ISO:AT-7      |
| [[Vorlage:Bilderwunsch/code!/C:47.078404,10.463513!/D:Kapelle Winkl See ( 1153 m )!/\|BW]]                                       | Datei hochladen | 1986      | Kapelle Winkl TKK: 23398                                                                      | See (1153 m) Standort              | Anmerkung: | P84(Architekt): P131(Ort):See Region-ISO:AT-7      |
| ja | Datei hochladen |           | Pfarrkirche Hl. Sebastian HERIS-ID: 55879 Objekt-ID: 64774 TKK: 29846                         | See (1048 m) Standort              | → Hauptartikel : Pfarrkirche See f1 | P84(Architekt): P131(Ort):See Region-ISO:AT-7      |
| ja | Datei hochladen |           | Totenkapelle (Friedhofskapelle) See HERIS-ID: 78395 Objekt-ID: 92056 TKK: 30906               | See (1048 m) Standort              | | P84(Architekt): P131(Ort):See Region-ISO:AT-7      |
| ja | Datei hochladen |           | Kapelle Labebene HERIS-ID: 78393 Objekt-ID: 92054 TKK: 23401                                  | See Standort                       | | P84(Architekt): P131(Ort):See Region-ISO:AT-7      |
| BW | Datei hochladen | 1967      | Kapelle Maierhof TKK: 23397                                                                   | See Standort                       | | P84(Architekt): P131(Ort):See Region-ISO:AT-7      |
| ja | Datei hochladen |           | Kapelle Luitl TKK: 29551                                                                      | Tobadill (1018 m) Standort         | | P84(Architekt): P131(Ort):Tobadill Region-ISO:AT-7 |
| ja | Datei hochladen |           | Kapelle Burgfried HERIS-ID: 77140 Objekt-ID: 90756 TKK: 29545                                 | Tobadill (1023 m) Standort         | | P84(Architekt): P131(Ort):Tobadill Region-ISO:AT-7 |
| ja | Datei hochladen |           | Pfarrkirche hl. Magnus Tobadill HERIS-ID: 55970 Objekt-ID: 64895 TKK: 14624                   | Tobadill (1122 m) Standort         | → Hauptartikel : Pfarrkirche Tobadill f1 | P84(Architekt): P131(Ort):Tobadill Region-ISO:AT-7 |
| ja | Datei hochladen |           | Friedhofskapelle Tobadill HERIS-ID: 77121 Objekt-ID: 90726 TKK: 29478                         | Tobadill (1122 m) Standort         | | P84(Architekt): P131(Ort):Tobadill Region-ISO:AT-7 |
| ja | Datei hochladen | 1846      | Wallfahrtskapelle zu Unserer Lieben Frau in Vordergiggl TKK: 29546                            | Tobadill (1260 m) Standort         | 1845/46, Madonnenbild vom Schweizer Kirchenmaler Melchior Paul von Deschwanden (im Nazarenerstil) | P84(Architekt): P131(Ort):Tobadill Region-ISO:AT-7 |
| ja | Datei hochladen |           | Kapelle Schweißgut HERIS-ID: 77145 Objekt-ID: 90761 TKK: 29550                                | Tobadill (1375 m) Standort         | | P84(Architekt): P131(Ort):Tobadill Region-ISO:AT-7 |
| ja | Datei hochladen |           | Waldkapelle Hintergiggl HERIS-ID: 77147 Objekt-ID: 90763 TKK: 30101                           | Tobadill (1370 m) Standort         | | P84(Architekt): P131(Ort):Tobadill Region-ISO:AT-7 |
| ja | Datei hochladen |           | Kapelle Bichl HERIS-ID: 77139 Objekt-ID: 90755 TKK: 29549                                     | Tobadill (1075 m) Standort         | | P84(Architekt): P131(Ort):Tobadill Region-ISO:AT-7 |
| BW | Datei hochladen | 1913      | Lourdeskapelle TKK: 29547                                                                     | Tobadill Standort                  | | P84(Architekt): P131(Ort):Tobadill Region-ISO:AT-7 |
| ja | Datei hochladen |           | Wegkapelle Höfen HERIS-ID: 77132 Objekt-ID: 90748 TKK: 29548                                  | Tobadill (1147 m) Standort         | | P84(Architekt): P131(Ort):Tobadill Region-ISO:AT-7 |
| [[Vorlage:Bilderwunsch/code!/C:47.100296,10.50275!/D:Üblikapelle (Üblühkapelle) bzw. Ibliger Kapelle Tobadill ( 1617 m )!/\|BW]] | Datei hochladen |           | Üblikapelle (Üblühkapelle) bzw. Ibliger Kapelle HERIS-ID: 77144 Objekt-ID: 90760 TKK: 29552   | Tobadill (1617 m) Standort         | Anmerkung: | P84(Architekt): P131(Ort):Tobadill Region-ISO:AT-7 |